# Samoloty (film)
Samoloty (ang. Planes) – amerykański film animowany z 2013, zrealizowany w technologii 3D w studiu DisneyToon Studios, w reżyserii Klaya Halla. Produkcja ta jest spin-offem filmu Auta z 2006. Światowa premiera odbyła się 5 sierpnia 2013. Polska premiera miała miejsce 15 sierpnia 2013.
Sequel filmu nosi tytuł Samoloty 2, a jego premiera miała miejsce 18 lipca 2014.

## Fabuła
Akcja filmu dzieje się w tym samym uniwersum co Auta. Niepozorny samolot rolniczy Dusty marzy, aby zmierzyć się z najlepszymi podniebnymi maszynami w wyścigu powietrznym dookoła świata. Jego start w największym w historii turnieju stoi jednak pod znakiem zapytania. Dusty cierpi bowiem na lęk wysokości. Mentor Dusty’ego Kapitan i przyjaciele próbują pomóc samolotowi w spełnieniu jego marzeń. 

## Odpowiedniki pojazdów (nowe postacie)
- Dusty Popylacz – Air Tractor AT-502
- Kapitan Latosław Wolant – Vought F4U Corsair
- Dottie, Dzióbek, Kowboj – wózki widłowe
- Beka – Chevy Coe (1946)
- Ishani – Rutan Long-EZ
- El Chupacabra – Granville R-1 „Gee Bee”
- Rochelle – Bay Super V
- Bulldog – De Havilland DH88 Comet
- Echo i Bravo – Boeing F/A-18E Super Hornet
- Dwight D.Flysenhower – USS Nimitz (CVN-68)
- Sędzia Davis – P-51 Mustang
- Ripslinger – Curtiss P-40 Warhawk
- Ned i Zed – Extra 300
- Karol Kozak – Airship Industries Skyship 500
- Tripp – Boeing 777
- Franz Von Herzklekott – Aerocar International Aerocar I
- Mayday – Fordson Tender
- Kowadło – Boeing-Stearman Model 75

## Obsada głosowa

### Wersja oryginalna
- Dane Cook – Dusty Crophopper
- Stacy Keach – Skipper
- Brad Garrett – Chug
- Teri Hatcher – Dottie
- Julia Louis-Dreyfus – Rochelle
- Priyanka Chopra – Ishani
- John Cleese – Bulldog
- Cedric the Entertainer – Leadbottom
- Carlos Alazraqui – El Chupacabra
- Roger Craig Smith – Ripslinger
- Anthony Edwards – Echo
- Val Kilmer – Bravo
- Sinbad – Roper
- Gabriel Iglesias – Ned/Zed
- Brent Musburger – Brent Mustangburger
- Colin Cowherd – Colin Cowling
- Danny Mann – Sparky
- Oliver Kalkofe – Franz/Fliegenhozen
- John Ratzenberger – Harland

### Wersja polska
- Maciej Musiał – Dusty
- Cezary Morawski – Kapitan
- Weronika Rosati – Dottie
- Olaf Lubaszenko – Beka
- Julia Kołakowska – Ishani
- Jakub Szydłowski – El Chupacabra
- Anna Dereszowska – Rochelle
- Łukasz Lewandowski – Dzióbek
- Janusz Rafał Nowicki – Buldog
- Marcin Bosak – Ripslinger
- Janusz Wituch – Ned
- Grzegorz Pawlak – Zed
- Jan Kulczycki – Kowadło
- Tomasz Zimoch – Karol Kozak
- Jacek Król – Kowboj
- Wojciech Paszkowski – Echo
- Grzegorz Kwiecień – Bravo
- Jacek Lenartowicz – Brent Mustangburger
- Jarosław Domin – Franz Von Herzklekott

## Rochelle – inne wersje, odmiany
Rosja, Włochy, Brazylia, Niemcy, Australia, Japonia, Chiny i Francja stworzyły swoje własne wersje Rochelle poprzez zastosowanie innej kolorystyki, schematu malowania. Postać została wygenerowana przy pomocy techniki komputerowej, a następnie zastąpiła oryginalną.

- Kanada: Rochelle
- Australia: Rochelle
- Francja: Rochelle
- Brazylia: Carolina Santos
- Chiny: Yun Yan Fei (云燕飞 / 雲燕飛)
- Włochy: Azzurra
- Japonia: Sakura (サクラ)
- Niemcy: Heidi
- Rosja: Tanya (Таня)